# Axi jezik
Axi jezik (ahi, axibo, axipo. Atariji naziv axi yi; ISO 639-3: yix), sinotibetski jezik uže centralne ngwi skupine, kojim govori 100 000 ljudi (Bradley 2007) na jugoistoku Yunnana u okruzima Mile, Luxi i Shilin, Kina.
Uči se u osnovnim školama, a u upotrebi je i mandarinski kineski, zbog čega je broj govornika u opadanju. Etnički se Axi klasificiraju u Yi.

## Vanjske poveznice
- Ethnologue (14th)
- Ethnologue (15th)